# Szwedzka Formuła 3 Sezon 1971
1971 – ósmy sezon Szwedzkiej Formuły 3.

## Kalendarz wyścigów
| Runda | Data        | Tor        | Pole position   | Najszybsze okrążenie | Zwycięzca (kierowcy) | Zwycięzca (zespoły)          |
| ----- | ----------- | ---------- | --------------- | -------------------- | -------------------- | ---------------------------- |
| 1     | 25 kwietnia | Kågeröd    | Sten Gunnarsson | Sten Gunnarsson      | Torsten Palm         | Mennen - Torsten Palm Racing |
| 2     | 9 maja      | Anderstorp | Torsten Palm    | Torsten Palm         | Sten Gunnarsson      | Gullringshus AB              |
| 3     | 23 maja     | Götene     | Rolf Gröndahl   | Torsten Palm         | Torsten Palm         | Mennen - Torsten Palm Racing |
| 4     | 12 września | Falkenberg | ?               | Ulf Svensson         | Conny Andersson      | Private Press AB             |

## Klasyfikacja kierowców
| Legenda oznaczeń w tabelach wyników Wyświetl szablon na nowej stronie | Legenda oznaczeń w tabelach wyników Wyświetl szablon na nowej stronie                                                                     |
| Oznaczenie                                                            | Wyjaśnienie |
| --------------------------------------------------------------------- | --- |
| Złoty                                                                 | Zwycięzca lub mistrzostwo |
| Srebrny                                                               | 2. miejsce lub wicemistrzostwo |
| Brązowy                                                               | 3. miejsce lub II wicemistrzostwo |
| Zielony                                                               | Ukończył, punktował (w klasyfikacji generalnej, gdy zdobył co najmniej jeden punkt na przestrzeni sezonu, poza trzema powyższymi opcjami) |
| Niebieski                                                             | Ukończył, nie punktował (w klasyfikacji generalnej, gdy nie zdobył co najmniej jednego punktu na przestrzeni sezonu)                      |
| Czerwony                                                              | Nie zakwalifikował się (NZ) |
| Czerwony                                                              | Nie prekwalifikował się (NPK) |
| Różowy                                                                | Nie ukończył (NU) |
| Różowy                                                                | Niesklasyfikowany (NS) (w klasyfikacji generalnej, gdy nie został sklasyfikowany w żadnym wyścigu sezonu)                                 |
| Czarny                                                                | Zdyskwalifikowany (DK) |
| Czarny                                                                | Wykluczony (WYK/EX) |
| Biały                                                                 | Nie wystartował (NW) |
| Biały                                                                 | Kontuzjowany (K/INJ) |
| Biały                                                                 | Wyścig odwołany (OD/C) |
| Bez koloru                                                            | Został wycofany (WYC/WD) |
| Bez koloru                                                            | Nie przybył (NP/DNA) |
| Bez koloru                                                            | Nie brał udziału w treningach (NT/DNP) |
| Bez koloru                                                            | Nie został zgłoszony (–) |
| Pogrubienie                                                           | Start z pole position |
| Kursywa                                                               | Najszybsze okrążenie wyścigu |
| †                                                                     | Nie ukończył, ale jego rezultat został zaliczony ze względu na przejechanie więcej niż 90% dystansu wyścigu.                              |
| *                                                                     | Sezon w trakcie |
| 1/2/3                                                                 | Punktowana pozycja w sprincie kwalifikacyjnym                                                                                             |
| Lista systemów punktacji Formuły 1                                    | |

| Poz. | Kierowca             | Zespół                            | KNT | AND | KIN | FAL | Punkty |
| ---- | -------------------- | --------------------------------- | --- | --- | --- | --- | ------ |
| 1    | Torsten Palm         | Mennen Torsten Palm Racing        | 1   | 2   | 1   | NU  | 19     |
| 2    | Sten Gunnarsson      | Gullringshus AB                   | DK  | 1   | 2   | -   | 12     |
| 3    | Rolf Gröndahl        | Kalmar AK                         | 5   | 3   | 4   | 7   | 9      |
| 4    | Ingvar Pettersson    | Mennen Torsten Palm Racing        | NW  | 5   | 3   | 5   | 8      |
| 5    | Conny Andersson      | Private Press AB                  | 7   | 7   | 7   | 1   | 7      |
| 6    | Jörgen Jonsson       | Team MUM for MEN                  | NU  | 6   | NU  | 2   | 6      |
| 7    | Erkki Salminen       | Team Dextrosol Vätterleden Racing | 2   | -   | 10  | NU  | 5      |
| 8    | Kennerth Persson     | Private Press AB                  | -   | -   | -   | 3   | 4      |
| 8    | Ulf Svensson         | Team MUM for MEN                  | 3   | 9   | -   | NU  | 4      |
| 8    | Egert Haglund        | Leed Racing                       | -   | 4   | 6   | -   | 4      |
| 11   | Leif Hallgren        | Anderstorp RC                     | 4   | -   | NU  | NU  | 3      |
| 11   | Bengt Rådmyr         | Rådmyr Racing Organisation        | NU  | -   | -   | 4   | 3      |
| 13   | Jean Johansson       | Göteborgs MF                      | NU  | 8   | 5   | NU  | 2      |
| 14   | Stellan Wingårdh     | Anderstorp RC                     | 6   | -   | NU  | -   | 1      |
| 14   | Ulf Karlsson         | Valvoline Circle of Racing        | -   | -   | NU  | 6   | 1      |
| NS   | John-Erik Johansson  | Älmhults MK                       | 8   | -   | NW  | -   | 0      |
| NS   | Eddie Jacobsson      | Leed Racing                       | 9   | -   | 8   | -   | 0      |
| NS   | Jonas Qvarnström     | Team Lipton Picko Troberg Racing  | NU  | -   | -   | 8   | 0      |
| NS   | Ferdinand Gustafsson | SMK Trollhättan                   | -   | -   | 9   | -   | 0      |
| NS   | Lasse Karlsson       | Hyllinge MS                       | -   | -   | 11  | 9   | 0      |
| NS   | Lars-Åke Tejby       | GP Race Developments              | NU  | -   | -   | -   | 0      |
| NS   | Rolf Skoghag         | SARR Team Coca-Cola               | NU  | -   | -   | -   | 0      |
| NS   | Bertil Roos          | KappAhl Bertil Roos Racing        | -   | -   | NU  | -   | 0      |
| NS   | Jan-Olof Persson     | Gekås Kläder                      | -   | -   | -   | NU  | 0      |
| NS   | Sture Carlsson       | Anderstorp RC                     | -   | -   | NW  | -   | 0      |
| NS   | Göran Feldt          | Lennart Engströms Bil AB          | -   | -   | NW  | -   | 0      |
| NS   | Lennart Engström     | Lennart Engströms Bil AB          | -   | -   | NW  | -   | 0      |